# Hexaboreto de cério

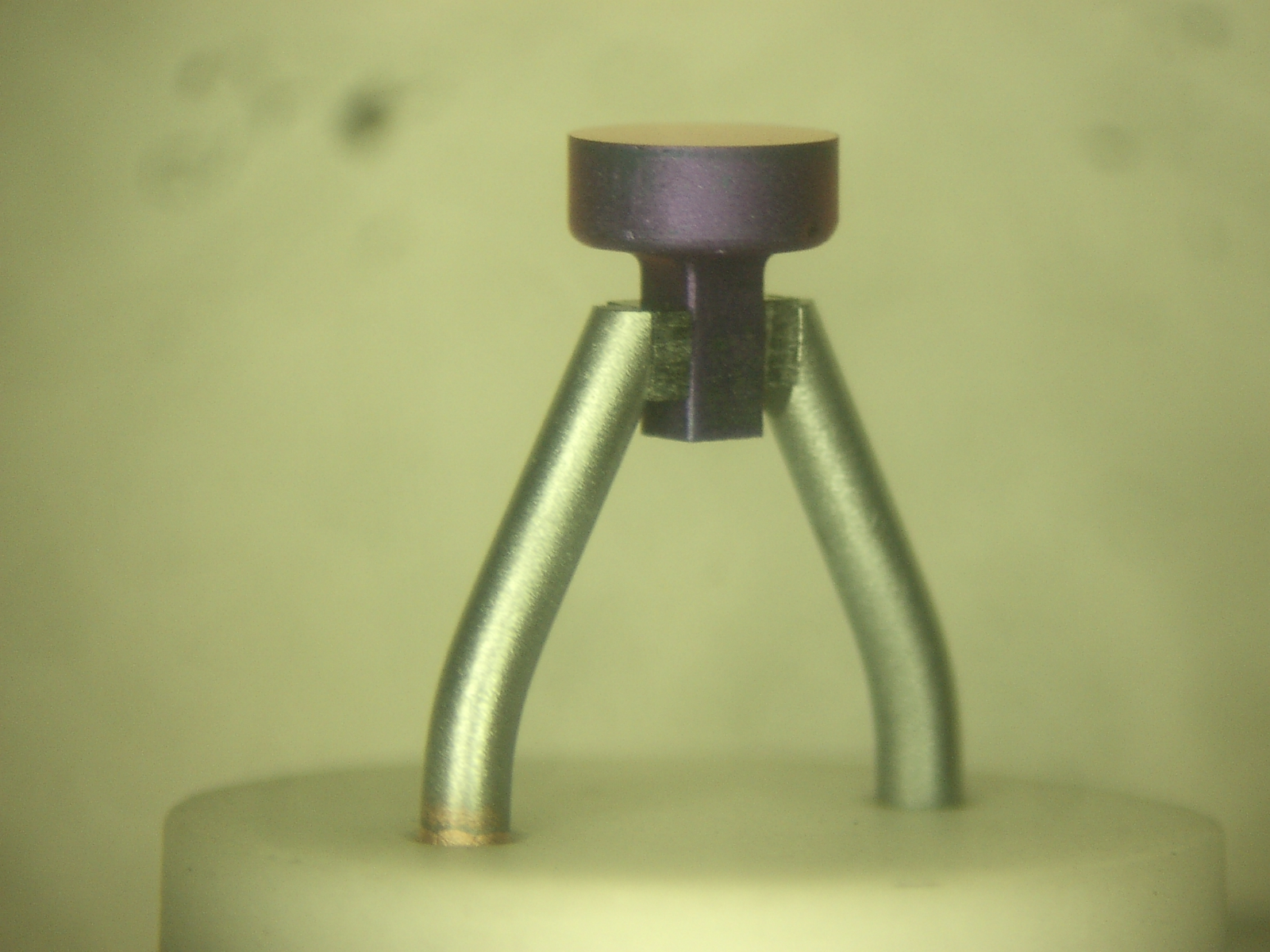
Uma cúpula de topo de cátodo de hexaboreto de cério. Imagem cortesia de [http://www.a-p-tech.com/ Applied Physics Technologies

Hexaboreto de cério (CeB6, também chamado boreto de cério, CeBix, CEBIX, e (incorretamente) CeB) é uma substância química inorgânica, um boreto de cério. É um material cerâmica refratária. Tem função trabalho baixa e uma das mais altas emissividades de elétrons conhecidas, e é estável no vácuo. O uso principal do hexaboreto de cério é o revestimento de cátodos quentes, ou cátodos quentes feitos de cristais de hexaboreto de cério. Normalmente opera a temperatura de 1450 °C.